# Pedro Sabau y Larroya
Pedro Sabau y Larroya (Tamarit de Llitera, Franja de Ponent, 1807 - Madrid, 3 d'agost de 1879) fou un jurista espanyol, acadèmic de la Reial Acadèmia de la Història i de la Reial Acadèmia de Ciències Morals i Polítiques.

## Biografia
Va estudiar filosofia amb els Escolapis de Tamarit de Llitera i després al Reial Estudi de San Isidro de Madrid. En 1826 es va llicenciar en dret cívic i canònic a la Universitat Central de Madrid i poc després s'hi va doctorar en jurisprudència.
En 1835 va participar com a personalitat convidada en la junta extraordinària de la Reial Societat Econòmica Matritense d'Amics del País. En 1845 va arribar a ser acadèmic i secretari de la Reial Acadèmia de la Història.
En 1846 va ser nomenat catedràtic de Dret i en 1852 fou reanomenat catedràtic de Dret internacional en la Facultat de Jurisprudència de la Universitat Central. En 1855 fou nomenat degà de la Facultat de Dret de la Universitat Central, càrrec que va ocupar fins a 1861. En 1857 ingressà a la Reial Acadèmia de Ciències Morals i Polítiques. En 29 d'agost de 1860 va ser director d'Instrucció Pública.

## Obres
- Ilustración de la ley fundamental de España que establece la forma de suceder en la Corona y exposición de los derechos de las Augustas hijas del Señor don Fernando VII, Imprenta Real, Madrid 1833.
- Noticia histórica de la Academia desde el año 1832 hasta el presente, 63 pàgines, Madrid 1852.
- Historia del reinado de los Reyes Católicos, don Fernando y doña Isabel, Imprenta, Librería y Fundación de Rivadeneyra y Compañía, Madrid 1846.
- Programa de derecho internacional, asignatura del año octavo de la Facultad de Jurisprudencia, Madrid, 1853, Imprenta de Manuel Minuesa.
- Del Estado social en relación con los progresos de la ilustración y de las Ciencias, Discurso leído en la solemne inauguración de los estudios en la Universidad Central, el 18 de abril de 1854, Imprenta de José María Ducazcal, Madrid 1854.
- Retrato de los Reyes de Oviedo, doña Ormisenda y doña Usenda, Boletín de la Real Academia de la Historia, tomo 79 (desembre 1921), pp. 510-513.
- El Baile de Bellas Artes: juguete cómico en un acto y en prosa, 31 pàginas, R. Velasco Imprenta, 31 pp., Madrid 1899.
- Hoy como ayer: paso de comedia. Madrid.
- La Marujilla, Madrid 1905.